# Kanton Louviers-Sud
Der Kanton Louviers-Sud war von 1982 bis 2015 ein französischer Wahlkreis im Arrondissement Les Andelys, im Département Eure und in der Region Haute-Normandie; sein Hauptort war Louviers.
Mit Wirkung auf den 1. Januar 2006 wechselten die Gemeinden des Kantons Louviers-Sud im Zuge einer Verwaltungsreform vom Arrondissement Évreux zum Arrondissement Les Andelys.
Der Kanton Louviers-Sud war ca. 86 km² groß und hatte 17.426 Einwohner (Stand: 2012).

## Gemeinden
Der Kanton bestand aus 13 Gemeinden:
| Gemeinde            | Einwohner | Code postal | Code Insee |
| ------------------- | --------- | ----------- | ---------- |
| Acquigny            | 1.438     | 27400       | 27003      |
| Amfreville-sur-Iton | 716       | 27400       | 27014      |
| Crasville           | 123       | 27400       | 27184      |
| La Haye-le-Comte    | 115       | 27400       | 27321      |
| La Haye-Malherbe    | 1.450     | 27400       | 27322      |
| Hondouville         | 721       | 27400       | 27339      |
| Louviers            | 18.328*   | 27400       | 27375      |
| Le Mesnil-Jourdain  | 252       | 27400       | 27403      |
| Pinterville         | 757       | 27400       | 27456      |
| Quatremare          | 361       | 27400       | 27483      |
| Surtauville         | 355       | 27400       | 27623      |
| Surville            | 735       | 27400       | 27624      |
| La Vacherie         | 485       | 27400       | 27666      |

* Die Stadt Louviers gehört zum Teil auch zum Kanton Louviers-Nord, die in der Tabelle genannte Einwohnerzahl ist die Gesamtbevölkerung der Stadt Louviers.